# Kabbabish
Kabbabish ("cabreros": James Bruce deriva el nombre de Kabsh, ovejas, árabe: كبش ), una tribu de nómadas africanos de origen semita. Es tal vez la mayor tribu de "árabes" en el Anglo-Egipcio Sudán, y muchos de sus clanes están dispersos por todo el país extiendose hacia el sudoeste de la provincia de Dongola a los confines de Darfur. Los Kabbabish hablan árabe, pero su pronunciación difiere mucho de la de los verdaderos árabes. Los Kabbabish tienen una tradición que procedía de Túnez y son de ascendencia Magrebí; pero mientras los jefes de ven como los árabes, los miembros de la tribu, se asemejan a la familia de los Beja. Ellos mismos declaran que uno de sus clanes, Kawahla, no son de sangre Kabbabish, pero estaban afiliados a ellos hace mucho tiempo. Kawahla es un nombre de origen árabe y J. L. Burckhardt habló que el clan vivía cerca de Abu Haraz y Atbara. Los Kabbabish recibieron probablemente los gobernantes árabes, al igual que lo hicieron los Ababda. Se ocupan principalmente en la cría de ganado, camellos y ovejas; y antes de las guerras en Sudán (1883-1899) tenían el monopolio del transporte del Nilo, al norte de Abu Gussi a Kordofán. También cultivan las tierras bajas que bordean el Nilo, donde tienen aldeas permanentes. Son de constitución fina, oscura con el cabello hirsuto negro, rizos cuidadosamente dispuestos que se adhieren a la cabeza, con rasgos regulares y más bien gruesas narices aguileñas. Algunas de las tribus llevan grandes sombreros como los Cabilios de Argelia y Túnez.
Ver el libro de James Bruce, Viaja para Descubrir la Fuente del Nilo (1790); A. H. Keane, Etnología Egipcio de Sudán (1884); Anglo-Egipcio de Sudán (editado por el Conde de Gleichen, 1905).  Este artículo incorpora texto de una publicación ahora en el dominio público: Chisholm, Hugh, ed. (1911). "nombre del artículo necesario". Encyclopædia Britannica (11ª ed.). Cambridge University Press. 

## En contexto
"El área multiplica la desolación.  Hay vida sólo por el Nilo.  Si un hombre dejaría el río hacia el oeste, no encontraría ningún ser humano, ni el humo del fuego para cocinar, excepto la tienda solitaria de un Kabbabish árabe o el campamento de la caravana de un comerciante, hasta lograr llegar a la costa de América."   Churchill describe el Sudán de La Guerra de Río.
- Esta obra contiene una traducción total derivada de «Kabbabish» de Wikipedia en inglés, concretamente de esta versión del 24 de agosto de 2016, publicada por sus editores bajo la Licencia de documentación libre de GNU y la Licencia Creative Commons Atribución-CompartirIgual 4.0 Internacional.

- Datos: Q6343983